# HC & FC Victoria
HC & FC Victoria (Hilversumsche Cricket & Football Club Victoria), is een Nederlandse amateurvoetbalvereniging uit Hilversum, opgericht op 8 oktober 1893. Het is een van de oudste voetbalverenigingen van Nederland. Het eerste elftal komt uit in de eerste klasse 1F zaterdag (2024/2025).
Victoria telt 1600 leden, waarvan 1000 jeugdleden, en is de grootste club van 't Gooi. De club telt 6 seniorenveldvoetbalelftallen (waarvan één veteranenelftal). De club heeft een grote jeugdafdeling met veel junioren-, pupillen-, en meisjesteams. Er zijn ook teams voor minipupillen, die Little Stars en Middle Stars worden genoemd. Zowel de seniorenteams als ook alle jeugdteams spelen op zaterdag. Ook kent Victoria een bloeiende Victoria Ouder Voetbal Competitie waar 22 'vaderteams' in 3 verschillende klassen aan mee doen. Zij spelen meerdere keren per jaar op vrijdagavond of zaterdagmiddag. Ten slotte heeft Victoria een VR30+-damesteam.
Victoria heeft een eigen sportcomplex met een fonkelnieuw  paviljoen (geopend op 7 oktober 2023) dat ligt aan 't Jagerspaadje 26 in Loosdrecht. Victoria heeft zes voetbalvelden, waaronder vier kunstgrasvelden, en twee all-weather tennisbanen. Op een van de grasvelden wordt in de periode mei-september cricket gespeeld door de Hilversumsche Cricket Club.

## Geschiedenis

### De oprichting
De HC & FC Victoria uit Hilversum is de oudste voetbalvereniging van Het Gooi en behoort tot de 25 oudste voetbalverenigingen van Nederland. De club is opgericht op zondag 8 oktober 1893 door drie leerlingen van de Openbare Lagere School aan de Kerkbrink in Hilversum: Nico Schröder, Antoine Dekker en Herman ('Hempie') Groskamp, zeven en acht jaar oud. Na een vergadering met een aantal klasgenootjes was de geboorte van de Hilversumsche Football Club 'Victoria' een feit. De drie initiatiefnemers vormden het bestuur. De contributie stelden ze vast op 2 cent per week, en ze bepaalden dat op het verlanglijstje van elk lid een echte leren bal (die toen vijf à zes gulden kostte) moest staan.

### De periode tot 1930
De eerste wedstrijden werden gespeeld op een veld in de grote tuin van Villa Vogelenzang, eigendom van bankier, filantroop en sportliefhebber B.W. Blijdenstein. Ook werd er gevoetbald op een veldje achter het huis van de familie Schröder bij molen De Ruiter, waar later de garages van de NOS neergezet zou worden. Van 1899 tot 1907 had het snel groeiende Victoria de beschikking over een veld aan de Groenelaan in het Corversbos, ter beschikking gesteld door de industrieel Geert van Mesdag. Bezoekende teams konden het terrein bereiken met de paardentram, die van het station naar 's-Graveland reed. Hier haalde de club, die inmiddels tweedeklasser was, haar grootste overwinningen. Met onder andere international Toine van Renterghem in de gelederen werden tegenstanders van naam als AFC, Ajax en Vitesse verslagen. Van 1907 tot 1930 werd er gespeeld aan de Wernerlaan (ter beschikking gesteld door Victoria lid notaris K.J. Perk (familie van Albertus Perk), waar onder andere overwinningen op Engelse clubs werden geboekt. In 1905 haalde Victoria de halve finale van de KNVB-Beker.
Net als de andere negentiende-eeuwse voetbalclubs rekruteerde Victoria haar leden in deze jaren uit de gegoede, liberale burgerij. Voetbal was in de eerste drie decennia van zijn bestaan nog een elitesport. Sporten was alleen weggelegd voor de weinigen die zich de luxe van vrije tijd konden permitteren, en over voldoende geld beschikten om speciale kleding, het reizen bij uitwedstrijden en de terreinhuur te betalen. Bij Victoria waren de leden afkomstig uit de villawijken van Trompenberg, de Boomberg en de ’s-Gravelandseweg. Ook de Nederlandse dichter Adriaan Roland Holst heeft bij Victoria gevoetbald.
Al voor de Eerste Wereldoorlog kwamen volksclubs op waardoor voetbal ook voor het gewone volk bereikbaar werd. Met name na 1918 kozen de beter gesitueerden steeds meer voor sporten als cricket (wat ook nog een tijd bij Victoria is beoefend), hockey of tennis. Zoals veel van de oudste voetbalverenigingen in Nederland kreeg Victoria het in de jaren twintig moeilijk.

### Periode 1930-1960
Het ledental en daarmee de prestaties namen af en in 1930, met amper nog elf voetballende leden dreigde zelfs opheffing. Dit werd voorkomen door Harry David, die in zijn eentje Victoria nieuw leven wist in te blazen. De club begon weer te groeien en in 1939 werd the Good Old kampioen en promoveerde naar de Derde klasse. Na de Tweede Wereldoorlog, in de jaren vijftig, groeide Victoria sterk door een jeugdafdeling in het leven te roepen.

### Periode 1960-1980
Van de jeugdafdeling profiteert ook de seniorentak. In 1966 beschikt Victoria over 22 jeugd- en 10 senioren elftallen en is daarmee de grootste voetbalvereniging van  't Gooi en een van de grootste in de Afdeling Utrecht. Toenmalig voorzitter Jan Prins trok bekende trainers als Rinus Schaap en Evert Sterk aan en onder hun leiding bereikte Victoria de derde klasse.
Na ruim dertig jaar verlaat Victoria in 1967 het complex aan het Slangeweggetje, vlak bij Sanatorium Zonnestraal, onder druk van de gemeente Hilversum. Van Hilversum-Zuid verhuisde de club naar sportpark Crailo in Hilversum-Noord. Er volgden twee degradaties, in 1975 en 1976 gevolgd door twee kampioenschappen. In 1977 betrekt Victoria het huidige complex op sportpark Loosdrecht aan ’t Jagerspaadje 26 in Loosdrecht.

### Periode 1980-2012
Nadat er in 1988 twee all-weather tennisbanen op het sportpark worden geopend wordt er bij de club een tennisafdeling opgericht. In 1993 werd het 100-jarig bestaan van de club gevierd waarbij de Kerkbrink een week lang werd omgetoverd tot Victoriaplein. Tot juni 2013 speelt de club in de Vierde klasse zondag en heeft het een bloeiende jeugdafdeling op zaterdag met 75 teams.

### Periode 2013-heden
In 2013 bestaat de vereniging 120 jaar en bruist het als nooit tevoren. Zo werd het 100ste meisjes lid ingeschreven en werd op 5 mei 2013 Victoria 1 kampioen in de Vierde klasse zondag. In zijn eerste seizoen als Hoofdtrainer heeft Stijn van 't Hooft met zijn groep bestaande uit voornamelijk Victorianen uit de eigen jeugd een mooie prestatie neergezet met 18 overwinningen, 3 gelijkspelen en 5 verloren wedstrijden. In het seizoen 2015/2016 heeft Victoria besloten om het eerste elftal op de zaterdag in te schrijven in plaats van op de zondag. In het 1e seizoen op zaterdag werd via de nacompetitie promotie afgedwongen. In het seizoen 2016/2017 heeft Victoria 1 het goede spel doorgezet door kampioen te worden in de derde klasse. Met een indrukwekkende reeks van 15 overwinningen, 5 gelijkspelen en slechts 2 verloren wedstrijden had Victoria uiteindelijk 5 punten meer dan de nummer twee van de competitie, VV Altius. Tegelijk met Victoria 1, werd ook Victoria 2 kampioen (van de reserve vierde klasse) en schreef Victoria O19-1 geschiedenis door voor het eerst in het bestaan van Victoria kampioen te worden van de 4e divisie en te promoveren naar de 3e divisie. Sinds 2016 speelt de Hilversumsche Cricket Club haar wedstrijden weer bij Victoria.

### Historisch besef
Eind 2012 heeft Victoria haar historisch archief officieel overgedragen aan het streekarchief Gooi en Vechtstreek. De overdracht werd officieel bekrachtigd door het zetten van de handtekening door de voorzitter.

## Competitieresultaten 2016–heden (zaterdag)
| 2 4E |

| 1 3C |

| 2 2B |

| 14 1A |

| 4 2B |

| 13 2B |

| 6 2B |

| 3 2B |

| - 1B |

| Eerste klasse |
| Tweede klasse |
| Derde klasse  |
| Vierde klasse |

## Competitieresultaten 1904–2015 (zondag)
| 2 2D |

| 5 2B |

| 6 2A |

| 7 2A |

| 2 3D |

| 1 3B |

| 8 2B |

| 6 2B |

| 8 2C |

| 4 3C |

| 1 3F |

| 5 |

| 6 2C |

| 6 2D |

| 4 2B |

| 3 2A |

| 6 2A |

| 7 2B |

| 8 2B |

| 10 2B |

| 9 3D |

| 6 3C |

| 8 3D |

| 7 4D |

| 4 4D |

| 10 4C |

| 9 4D |

| 10 4D |

| 9 4E |

| 10 4E |

| 9 4E |

| 8 4F |

| 3 4F |

| 2 4G |

| 6 4G |

| 1 4E |

| 7 |

| 10 3D |

| 8 3E |

| 7 3E |

| 10 3E |

|  |

| 9 3F |

| 9 3F |

| 5 4J |

| 3 4K |

| 10 4J |

|  |

|  |

|  |

|  |

|  |

|  |

|  |

| 9 4G |

| 5 4G |

| 6 4G |

| 10 4G |

| 2 4G |

| 4 4G |

| 1 4G |

| 7 3D |

| 4 3B |

| 8 3D |

| 7 3B |

| 8 3D |

| 10 3C |

| 12 3C |

| 9 4G |

| 12 4G |

|  |

|  |

| 1 4G |

| 7 3C |

| 4 3C |

| 6 3D |

| 7 3C |

| 10 3C |

| 8 3D |

| 2 3D |

| 8 3D |

| 10 3D |

| 6 3D |

| 12 3D |

| 6 4G |

| 11 4G |

| 8 4G |

| 7 4G |

| 10 4G |

| 10 4G |

| 12 4G |

|  |

|  |

| 5 5A |

|  |

|  |

| 4 5A |

| 2 5A |

| 9 4G |

| 6 4H |

| 10 4H |

| 11 4H |

| 1 5H |

| 3 4G |

| 8 3D |

| 11 3D |

| 7 4G |

| 8 4E |

| 4 4F |

| 1 4G |

| 10 3D |

| 6 3D |

| Derde klasse | Vierde klasse | Vijfde klasse | Noodcompetitie |

In elke staaf van de grafiek staat van boven naar beneden vermeld: 
- Eindnotering

Dit is de positie die de club heeft bereikt in de competitie, zonder eventuele beslissings-, play-off- of nacompetitiewedstrijden die nodig zijn geweest om bijvoorbeeld de kampioen van de competitie te bepalen.
Indien een * achter het getal staat is de notering een tussenstand en kan het zijn dat de notering niet overeenkomt met de uiteindelijke eindstand van de competitie.
Staat er een - dan is het seizoen nog bezig en is er geen definitieve uitslag bekend.
Staat er xx op de positie van de notering, dan heeft de club vroegtijdig de competitie verlaten. Dit kan onder andere komen door terugtrekking van het team, faillissement van de club of door een uitgedeelde straf van de KNVB. In veel gevallen staat elders in het artikel de reden vermeld.
Staat er een ? dan is het resultaat uit het verleden onbekend, en is alleen de competitie of het niveau bekend van dat seizoen.
In de seizoenen 2019/20 en 2020/21 werd wegens de coronacrisis het amateurvoetbal afgebroken. Daardoor kennen deze staven geen eindklassering (middels -- weergegeven).
- Competitieniveau en afdelingsletter of Officiële eindstand Eredivisie
  - Competitieniveau en afdelingsletter

Hierbij geeft het getal het niveau weer, dat ook terug te vinden is in de legenda. De letter is de afdelingsaanduiding en wordt gebruikt wanneer er meer afdelingen zijn op hetzelfde niveau. De afdelingsletter is altijd een hoofdletter en wordt meestal zonder nummer gebruikt.
Voorbeeld: 2F is niveau 2e klasse competitie F.
Het competitieniveau en nummer wordt niet vermeld wanneer er slechts één competitie van dit niveau was.
  - Officiële eindstand Eredivisie (getal staat tussen haakjes vermeld)

Sinds de introductie van play-offwedstrijden voor Europees voetbal na afloop van de reguliere competitie in 2005/06, is de KNVB verplicht een eindstand van de Eredivisie door te geven aan de UEFA aan de hand van deze play-offwedstrijden.
Bij deze eindstand staan clubs die zich hebben gekwalificeerd voor Europees voetbal hoger dan clubs die zich niet wisten te kwalificeren. Indien er geen verschil was tussen de eindnotering en de officiële eindstand, staat dit getal niet vermeld.

- Onderafdeling

Hier staat afgekort de naam van de onderafdeling indien de club in dat jaar in een onderafdeling uitkwam. Tevens staat deze afkorting in de legenda en wordt gelinkt naar het artikel over deze onderafdeling. Deze afkorting wordt alleen vermeld wanneer de club in het verleden in verschillende onderafdelingen heeft gespeeld. Deze vermelding is in de staaf altijd in kleine letters. Deze onderafdelingen zijn na het seizoen 1995/96 afgeschaft. Heeft de club in slechts één onderafdeling gespeeld, dan is dit alleen terug te vinden in de legenda.
Onder de staaf staat het jaartal vermeld waarin het seizoen is afgesloten. 15 verwijst naar het seizoen 2014/15 of eventueel het seizoen 1914/15.
Wanneer een staaf leeg is, zijn deze gegevens niet bekend. Het kan ook zijn dat de club dat seizoen niet heeft meegespeeld op het hogere amateurniveau, vroegtijdig de competitie heeft verlaten of uit de competitie is gezet.

In het seizoen 1944/45 was er wegens de Tweede Wereldoorlog geen regulier competitievoetbal.

## Bekende (oud-) spelers en trainers
- Toine van Renterghem - een van de eerste Nederlandse internationals
- Jan Schubert - voormalig AFC Ajax speler en Nederlands international
- Adriaan Roland Holst - Nederlandse dichter
- Rinus Schaap - Nederlandse voetbaltrainer
- Matthijs van Nieuwkerk - Nederlandse Presentator
- Sander Lantinga - Radio presentator